# Desna želučana arterija
Desna želučana arterija (lat. arteria gastrica dextra) je krvna žila u trbušnoj šupljini, grana zajedničke jetrene arterije (lat. arteria hepatis communis), koja oksigeniranom krvlju opskrbljuje prednju i stražnju stranu želudac u području male krivine.
Desna želučana arterija, nakon što se odvoji od zajedničke jetrene arterije, ide prema lijevo, prati malu krivinu želuca i anastomozira s lijevom želučanom arterijom (lat. arteria gastrica sinistra).